# (1433) Geramtina
(1433) Geramtina es un asteroide que forma parte del cinturón de asteroides y fue descubierto por Eugène Joseph Delporte desde el Real Observatorio de Bélgica, Uccle, el 30 de octubre de 1937.

## Designación y nombre
Geramtina se designó al principio como 1937 UC.
Posteriormente se nombró en honor de una hermana del astrónomo sueco Bror Ansgar Asplind (1890-1954).

## Características orbitales
Geramtina está situado a una distancia media de 2,795 ua del Sol, pudiendo alejarse hasta 3,276 ua. Tiene una inclinación orbital de 8,238° y una excentricidad de 0,1721. Emplea 1707 días en completar una órbita alrededor del Sol.